# Komeet Kohoutek
De  komeet Kohoutek (officiële aanduiding C/1973 E1, 1973 XII en 1973f) is een langperiodieke komeet die op 7 maart 1973 werd ontdekt door Luboš Kohoutek aan de sterrenwacht van de universiteit van Hamburg. Men verwachtte een extreem heldere verschijning op basis van de grote afstand waarop ze werd ontdekt. De komeet bevond zich nog nabij Jupiter (vijfmaal verder van de Zon dan de Aarde). De uiteindelijke zichtbaarheid viel tegen maar een uitgebreid waarnemingsprogramma werd op touw gezet, zelfs vanuit Skylab. Het was de eerste komeet die vanuit de ruimte gefotografeerd werd, op 30 december 1973. Dankzij deze uitgebreide waarnemingen werd veel nieuwe informatie over kometen verkregen. De zwakke verschijning, magnitude 3, wordt toegeschreven aan stofverlies.
De komeet bereikte zijn perihelium op 28 december 1973 op 21,3 miljoen km van de Zon. De Aarde werd op 15 januari 1974 tot 121 miljoen km genaderd. De staart had een lengte van 25°.